# Молодіжний чемпіонат Європи з футболу 2006
Чемпіонат Європи з футболу 2006 серед молодіжних команд (Чемпіонат Європи U21 2006 року) — міжнародний футбольний турнір під егідою УЄФА серед молодіжних збірних команд країн зони УЄФА. Фінальна частина чемпіонату пройшла у Португалії. Переможцем турніру стала молодіжна збірна Нідерландів, яка у фінальному матчі переграла молодіжну збірну команду України.

## Участь у чемпіонаті
Участь у турнірі на етапі кваліфікації взяли молодіжні збірні 48 країн-членів УЄФА, що складалися з гравців, які народилися не раніше 1 січня 1983 року. На кваліфікаційному етапі команди були розбиті на групи, що за можливості відповідали за складом групам кваліфікаційного раунду до чемпіонату світу 2006. За результатами кваліфікаційного раунду визначилися 8 країн, чиї молодіжні збірні здобули право виступів у фінальній частині чемпіонату:
- Данія;
- Італія;
- Нідерланди;
- Німеччина;
- Португалія (15 грудня 2005 року обрана країною-господарем фінальної частини);
- Сербія та Чорногорія;
- Україна;
- Франція.

## Міста і стадіони
Ігри фінальної частини чемпіонату відбувалися на 6 стадіонах, розташованих у містах Північної Португалії, на 4 з яких двома рокам раніше відбувалися матчі фінальної частини Чемпіонату Європи 2004.
| Місто    | Стадіон                      | К-сть глядачів | Матчі                     |
| -------- | ---------------------------- | -------------- | ------------------------- |
| Агеда    | Муніципальний стадіон Агеди  | 10 000         | 3 групові матчі           |
| Авейру   | Муніципальний стадіон Авейру | 30 678         | 3 групові матчі, півфінал |
| Барселуш | Міський стадіон Барселуша    | 12 504         | 2 групові матчі           |
| Брага    | Муніципальний стадіон Браги  | 30 154         | 2 групові матчі, півфінал |
| Гімарайш | «Афонсу Енрікеш»             | 30 146         | 2 групові матчі           |
| Порту    | «Беса Секулу XXI»            | 28 262         | фінал                     |

## Груповий етап

### Група A
| М  | Команда             | І | В | Н | П | МЗ | МП | РМ | О |
| -- | ------------------- | - | - | - | - | -- | -- | -- | - |
| 1. | Франція             | 3 | 3 | 0 | 0 | 6  | 0  | +6 | 9 |
| 2. | Сербія і Чорногорія | 3 | 1 | 0 | 2 | 2  | 3  | −1 | 3 |
| 3. | Португалія          | 3 | 1 | 0 | 2 | 1  | 3  | −2 | 3 |
| 4. | Німеччина           | 3 | 1 | 0 | 2 | 1  | 4  | −3 | 3 |

| 23 травня 2006 18:15 CET |

| Сербія і Чорногорія | 0:1      | Німеччина    |
| ------------------- | -------- | ------------ |
|                     | Протокол | Поланскі 61' |

| Міський стадіон Барселуша, Барселуш Арбітр: Серж Гуменни |

| 23 травня 2006 20:45 CET |

| Португалія | 0:1      | Франція         |
| ---------- | -------- | --------------- |
|            | Протокол | Валі 41' (авт.) |

| Муніципальний стадіон Браги, Брага Арбітр: Говард Вебб |

| 25 травня 2006 18:15 CET |

| Франція                                   | 3:0      | Німеччина |
| ----------------------------------------- | -------- | --------- |
| Сінама-Понголь 45' Гуффран 71' Мавуба 75' | Протокол |           |

| «Афонсу Енрікеш», Гімарайш Арбітр: Альберто Ундіано Мал'єнко |

| 25 травня 2006 20:45 CET |

| Португалія | 0:2      | Сербія і Чорногорія               |
| ---------- | -------- | --------------------------------- |
|            | Протокол | Зе Каштру 17' (авт.) Іванович 65' |

| Міський стадіон Барселуша, Барселуш Арбітр: Мартін Ганссон |

| 28 травня 2006 20:45 CET |

| Німеччина | 0:1      | Португалія    |
| --------- | -------- | ------------- |
|           | Протокол | Мотінью 90+4' |

| «Афонсу Енрікеш», Гімарайш Арбітр: Алон Єфет |

| 28 травня 2006 20:45 CET |

| Франція                  | 2:0      | Сербія і Чорногорія |
| ------------------------ | -------- | ------------------- |
| Бергунью 33' Тулалан 54' | Протокол |                     |

| Муніципальний стадіон Браги, Брага Арбітр: Геральд Ленер |

### Група B
| М  | Команда    | І | В | Н | П | МЗ | МП | РМ | О |
| -- | ---------- | - | - | - | - | -- | -- | -- | - |
| 1. | Україна    | 3 | 2 | 0 | 1 | 4  | 3  | +1 | 6 |
| 2. | Нідерланди | 3 | 1 | 1 | 1 | 3  | 3  | 0  | 4 |
| 3. | Італія     | 3 | 1 | 1 | 1 | 4  | 4  | 0  | 4 |
| 4. | Данія      | 3 | 0 | 2 | 1 | 5  | 6  | −1 | 2 |

| 24 травня 2006 18:15 CET |

| Україна                         | 2:1      | Нідерланди    |
| ------------------------------- | -------- | ------------- |
| Мілевський 39' (пен.) Фомін 51' | Протокол | Лойрінк 90+2' |

| Муніципальний стадіон Агеди, Агеда Арбітр: Геральд Ленер |

| 24 травня 2006 20:45 CET |

| Італія                               | 3:3      | Данія                                |
| ------------------------------------ | -------- | ------------------------------------ |
| Потенца 16' Палладіно 61' Б'янкі 90' | Протокол | Вюрц 21' Каленберг 33' Андреасен 41' |

| Муніципальний стадіон Авейру, Авейру Арбітр: Алон Єфет |

| 26 травня 2006 18:15 CET |

| Данія         | 1:1      | Нідерланди   |
| ------------- | -------- | ------------ |
| Каленберг 48' | Протокол | Гунтелар 38' |

| Муніципальний стадіон Авейру, Авейру Арбітр: Серж Гуменни |

| 26 травня 2006 20:45 CET |

| Італія         | 1:0      | Україна |
| -------------- | -------- | ------- |
| К'єлліні 90+3' | Протокол |         |

| Муніципальний стадіон Агеди, Агеда Арбітр: Говард Вебб |

| 29 травня 2006 20:45 CET |

| Нідерланди    | 1:0      | Італія |
| ------------- | -------- | ------ |
| де Ріддер 74' | Протокол |        |

| Муніципальний стадіон Авейру, Авейру Арбітр: Мартін Ганссон |

| 29 травня 2006 20:45 CET |

| Данія         | 1:2      | Україна                  |
| ------------- | -------- | ------------------------ |
| Каленберг 43' | Протокол | Фомін 31' Мілевський 84' |

| Муніципальний стадіон Агеди, Агеда Арбітр: Альберто Ундіано Мал'єнко |

## Плей-оф
|  | Півфінали           | Півфінали |   |  | Фінал            | Фінал |  |
|  |                     |           |   |  |                  |       |  |
|  | 1 червня – Брага    |           |   |  |                  |       |  |
|  | Франція             | 2         |   |  |                  |       |  |
|  | Нідерланди          | 3         |   |  |                  |       |  |
|  |                     |           |   |  |                  |       |  |
|  |                     |           |   |  | 4 червня — Порту |       |  |
|  |                     |           |   |  | Нідерланди       | 3     |  |
|  |                     | Україна   | 0 |  |                  |       |  |
|  |                     |           |   |  |                  |       |  |
|  |                     |           |   |  |                  |       |  |
|  |                     |           |   |  |                  |       |  |
|  | 1 червня — Авейру   |           |   |  |                  |       |  |
|  | Україна             | 0 (5)     |   |  |                  |       |  |
|  | Сербія і Чорногорія | 0 (4)     |   |  |                  |       |  |

### Півфінали
| 1 червня 2006 18:15 CET |

| Франція                | 2:3 (дод.час) | Нідерланди                     |
| ---------------------- | ------------- | ------------------------------ |
| Фобер 51' Бергунью 85' | Протокол      | Гофс 6' Гунтелар 38' Гофс 107' |

| Муніципальний стадіон Браги, Брага Арбітр: Альберто Ундіано Мал'єнко |

| 1 червня 2006 20:45 CET |

| Україна                                                 | 0:0 5:4 (пен.) | Сербія і Чорногорія                                      |
| ------------------------------------------------------- | -------------- | -------------------------------------------------------- |
|                                                         | Протокол       |                                                          |
|                                                         | Пенальті       |                                                          |
| Алієв · Фомін · Чигринський · Годін · Яценко · Максимов | 5:4            | Янкович · Міліяш · Милованович · Баста · Ломич · Пурович |

| Муніципальний стадіон Авейру, Авейру Арбітр: Говард Вебб |

### Фінал
| 4 червня 2006 20:45 CET |

| Нідерланди                                  | 3:0      | Україна |
| ------------------------------------------- | -------- | ------- |
| Гунтелар 11' Гунтелар 43' (пен.) Гофс 90+4' | Протокол |         |

| «Беса Секулу XXI», Порту Арбітр: Мартін Ганссон |

| Нідерланди:   |    |                   |     |     |
|               |    |                   |     |     |
| ВР            | 1  | Кеннет Вермер     |     |     |
| ЗХ            | 16 | Дуайт Тіндаллі    |     |     |
| ЗХ            | 17 | Рон Влар          | 74' |     |
| ЗХ            | 3  | Гейс Лейрінк      |     |     |
| ЗХ            | 5  | Урбі Емануельсон  |     |     |
| ПЗ            | 10 | Ісмаїл Айссаті    |     | 78' |
| ПЗ            | 20 | Демі де Зеу       |     |     |
| ПЗ            | 6  | Стейн Схарс       |     |     |
| ПЗ            | 8  | Нікі Гофс         |     |     |
| НП            | 9  | Клас-Ян Гунтелар  |     |     |
| НП            | 7  | Ромео Кастелен    |     | 69' |
| Заміни:       |    |                   |     |     |
| НП            | 11 | Данієль Де Ріддер |     | 69' |
| ЗХ            | 4  | Рамон Зомер       |     | 78' |
| Тренер:       |    |                   |     |     |
| Фоппе Де Гаан |    |                   |     |     |

| Україна:             |    |                    |          |     |
|                      |    |                    |          |     |
| ВР                   | 1  | Андрій Пятов       |          |     |
| ЗХ                   | 15 | Григорій Ярмаш     | 38'      |     |
| ЗХ                   | 6  | Дмитро Чигринський |          |     |
| ЗХ                   | 5  | Олександр Яценко   | 42'      |     |
| ЗХ                   | 2  | Олександр Романчук | 26', 77' |     |
| ПЗ                   | 17 | Тарас Михалик      |          |     |
| ПЗ                   | 18 | Олексій Годін      |          | 46' |
| ПЗ                   | 14 | Євген Чеберячко    |          |     |
| ПЗ                   | 19 | Олександр Максимов |          |     |
| НП                   | 10 | Артем Мілевський   |          |     |
| НП                   | 11 | Руслан Фомін       |          | 46' |
| Заміни:              |    |                    |          |     |
| НП                   | 7  | Максим Фещук       | 59'      | 46' |
| НП                   | 8  | Олександр Алієв    |          | 46' |
| Тренер:              |    |                    |          |     |
| Олексій Михайличенко |    |                    |          |     |

## Результат
| Чемпіон Європи 2006  |
| -------------------- |
| Нідерланди 1-й титул |

## Досягнення гравців
| Бомбардири \| Гравець \| Країна \| Матчі \| Голи \| \| --------------------- \| -------------------- \| ----- \| ---- \| \| Клас-Ян Гунтелар \| Нідерланди \| 5 \| 4 \| \| Томас Каленберг \| Данія \| 3 \| 3 \| \| Нікі Гофс \| Нідерланди \| 5 \| 3 \| \| Артем Мілевський \| Україна \| 5 \| 2 \| \| Руслан Фомін \| Україна \| 5 \| 2 \| \| Брайан Бергунью \| Франція \| 4 \| 2 \| \| Жеремі Тулалан \| Франція \| 4 \| 1 \| \| Ріо Мавюба \| Франція \| 4 \| 1 \| \| Йоан Гуффран \| Франція \| 4 \| 1 \| \| Жюльєн Фобер \| Франція \| 4 \| 1 \| \| Флоран Сінама-Понголь \| Франція \| 4 \| 1 \| \| Ойген Поланскі \| Німеччина \| 3 \| 1 \| \| Роландо Б'янкі \| Італія \| 3 \| 1 \| \| Джорджіо К'єлліні \| Італія \| 3 \| 1 \| \| Раффаеле Палладіно \| Італія \| 3 \| 1 \| \| Алессандро Потенца \| Італія \| 3 \| 1 \| \| Расмус Вюрц \| Данія \| 3 \| 1 \| \| Леон Андреасен \| Данія \| 3 \| 1 \| \| Даніель де Ріддер \| Нідерланди \| 5 \| 1 \| \| Гійс Лойрінк \| Нідерланди \| 5 \| 1 \| \| Жоан Мотінью \| Португалія \| 3 \| 1 \| \| Браніслав Іванович \| Сербія та Чорногорія \| 4 \| 1 \| | Символічна збірна чемпіонату за версією УЄФА Манданда Чигринський Степанов Емануельсон Тієндаллі Каленберг Мавуба Айссаті Тулалан Мілевський Гунтелар |       |      |
| Гравець | Країна | Матчі | Голи |
| Клас-Ян Гунтелар | Нідерланди | 5     | 4    |
| Томас Каленберг | Данія | 3     | 3    |
| Нікі Гофс | Нідерланди | 5     | 3    |
| Артем Мілевський | Україна | 5     | 2    |
| Руслан Фомін | Україна | 5     | 2    |
| Брайан Бергунью | Франція | 4     | 2    |
| Жеремі Тулалан | Франція | 4     | 1    |
| Ріо Мавюба | Франція | 4     | 1    |
| Йоан Гуффран | Франція | 4     | 1    |
| Жюльєн Фобер | Франція | 4     | 1    |
| Флоран Сінама-Понголь | Франція | 4     | 1    |
| Ойген Поланскі | Німеччина | 3     | 1    |
| Роландо Б'янкі | Італія | 3     | 1    |
| Джорджіо К'єлліні | Італія | 3     | 1    |
| Раффаеле Палладіно | Італія | 3     | 1    |
| Алессандро Потенца | Італія | 3     | 1    |
| Расмус Вюрц | Данія | 3     | 1    |
| Леон Андреасен | Данія | 3     | 1    |
| Даніель де Ріддер | Нідерланди | 5     | 1    |
| Гійс Лойрінк | Нідерланди | 5     | 1    |
| Жоан Мотінью | Португалія | 3     | 1    |
| Браніслав Іванович | Сербія та Чорногорія | 4     | 1    |